# Боян Българанов
 Тази статия е за политика Боян Българанов.  За шуменския квартал вижте Боян Българанов (квартал).  
Боян Петков Българанов, с псевдоними Богдан и Бай Иван, е български генерал и политик от БКП. Участник е в комунистическото партизанско движение по време на Втората световна война, командир на Втора Пловдивска въстаническа оперативна зона на т. нар. Народоосвободителна въстаническа армия (НОВА).

## Биография

### Произход, образование и ранни години
Боян Българанов е роден на 20 октомври 1896 година в град Шумен, България. Баща му, Петко Българанов, е социалдемократ, който след Деветосептемврийския преврат от 1944 година участва в Отечествения фронт и за известно време е областен директор на Русе.
Боян Българанов става член на БРП (т.с.) през 1920 година. През 1922 година започва да учи във Военната академия на Генералния щаб на армията на СССР в Москва. Заедно с Васил Коларов се включва в подготовката на Септемврийското въстание през 1923 година.
Година след неуспеха на въстанието става началник на Североизточната военно-партийна област към Военната организация на БРП (т.с.). Областта включва Русе, Варна и Шумен и окръга. По-късно е прехвърлен в Южнобългарската военно-партийна област. През ноември 1924 г. е заловен и осъден по ЗЗД на смърт, но през 1926 година присъдата му е заменена с доживотна.
През 1933 година получава амнистия и заминава за СССР, където от 1934 до 1936 г. учи в Международната ленинска школа. През 1935 година се завръща в България. От 1937 година живее заедно с Цола Драгойчева. Член е на ЦК на БРП (т.с.) от 1937 до 1944 година и на Централната военна комисия при ЦК на БРП (т.с.) (1941 – 1944).
Участва в комунистическото партизанско движение по време на Втората световна война. Пълномощник е на ЦК на БРП (т.с.) в Главния щаб на Югославската народна освободителна армия в рамките на Македония. Докато е там, Светозар Вукманович в доклади към ЦК на ЮКП обвинява Българанов „в зловредно влияние сред македонските комунисти чрез внушаване на тактиката на БРП (т.с.)“. Пребивава там от началото на октомври 1941 г. до началото на 1944 г. След това е партизанин от Първа софийска народоосвободителна бригада, а впоследствие става командир на Втора пловдивска въстаническа оперативна зона на НОВА.

### Професионална кариера
Участва във вземането на властта след 9 септември 1944 г. и след това в първата фаза на войната срещу Германия като помощник-командир на Втора българска армия (с министерска заповед № 352 от 22 септември 1944). От 12 април 1945 е заместник-началник на Военното училище в София.
Бил е член на Централния комитет на БКП от 27 февруари 1945 до края на живота си. От 1945 до 1947 година е директор на Народната милиция, а до 1948 г. – началник на Политическото управление на Българската армия. Отстранен е от поста в края на 1949 година при кампанията срещу Трайчо Костов. Генерал-лейтенант от БНА (1948).
На Априлския пленум през 1956 година е реабилитиран. Между 2 април 1956 и 25 април 1971 г. е секретар на ЦК на БКП. От 11 юли 1957 до 26 декември 1972 година е член на Политбюро на ЦК на БКП. В периода от май 1967 до април 1972 г. е председател на Националния съвет на ОФ. Два пъти е член на Президиума на Народното събрание на Народна република България (17 март 1962 – 12 март 1966; 16 юни 1967 – 18 май 1971). От 9 юли 1971 до смъртта си е член на Държавния съвет на Народна република България.

## Награди
- „Герой на Народна република България“ (1966)[11]
- пет ордена „Георги Димитров“ (1956, 1959, 1961, 1971)
- „Герой на социалистическия труд“ (1961).[12][13]
- орден „За храброст“, IV степен, 2 клас,
- орден „Свети Александър“, III степен, м.с.
- съветски орден „Червено знаме“[14].